# كريزتيان نيميث
كريزتيان نيميث هو مدرب كرة قدم ولاعب كرة قدم سلوفاكي في مركز الدفاع، ولد في 29 يونيو 1975 في دونيسكا ستريدا في سلوفاكيا. شارك مع منتخب سلوفاكيا لكرة القدم. أما مع النوادي، فقد لعب مع نادي سلوفان براتيسلافا.

## وصلات خارجية
- كريزتيان نيميث على موقع قاعدة بيانات كرة القدم.إي يو (الإنجليزية)
- كريزتيان نيميث على موقع ناشيونال فوتبول تيمز (الإنجليزية)
- كريزتيان نيميث على موقع عالم كرة القدم.نت (الإنجليزية)